# Mordechaj Wirszubski
Mordechaj Wirszubski (hebr.: מרדכי וירשובסקי, ang.: Mordechai Virshubski, ur. 10 maja 1930 w Lipsku, zm. 1 maja 2012) – izraelski polityk, w latach 1977–1992 poseł do Knesetu.

## Życiorys
Urodził się 10 maja 1930 w Lipsku. W 1939 wyemigrował do Palestyny. Ukończył szkołę średnią w Tel Awiwie, a następnie studia prawnicze na Uniwersytecie Telawiwskim.
W latach 1955–1966 był doradcą prawnym przedsiębiostwa wodnego Mekorot, następnie w latach 1966–1977 pracował jako prawnik w urzędzie miasta Tel Awiwu, będąc jednocześnie członkiem rady miasta.
W 1974 był jednym z założycieli Szinui, a w 1976 Demokratycznego Ruchu dla Zmian (Dasz). Z listy tego ugrupowania został wybrany posłem w wyborach w 1977. W dziewiątym Knesecie przewodniczył dwóm podkomisjom (w tym ds. praw podstawowych) oraz zasiadał w komisjach konstytucyjnej, praw i sprawiedliwości oraz spraw wewnętrznych i środowiska. 14 września 1978 doszło do podziału Dasz, Wirszubski znalazł się wśród założycieli Ruchu na rzecz Zmiany i Inicjatywy, który następnie w 1980 przekształcił się w Szinui – Partię Centrową. Zasiadał we władzach Szinui i z listy tej partii uzyskał reelekcję w 1981. W Knesecie X kadencji zasiadał w komisji konstytucyjnej, praw i sprawiedliwości. W wyborach w 1984 po raz trzeci zdobył mandat poselski, a w jedenastym Knesecie przewodniczył podkomisjom ds. policji i więzień oraz niebezpieczeństw na publicznych plażach. Był członkiem komisji komisjach konstytucyjnej, praw i sprawiedliwości oraz spraw wewnętrznych i środowiska, a także kilku podkomisji. 5 sierpnia 1987 opuścił Szinui i przeszedł do ugrupowania Ratz. W wyborach w 1988 został wybrany posłem. W dwunastym Knesecie był zastępcą przewodniczącego oraz członkiem komisji spraw wewnętrznych i środowiska. Pod koniec kadencji doszło do połączenia Ratz, Szinui i Mapam w nowe ugrupowanie – Merec.
W wyborach w 1992 utracił miejsce w parlamencie.
Zmarł 1 maja 2012.